# Deileptenia sericearia
Deileptenia sericearia là một loài bướm đêm trong họ Geometridae.